# YAML
YAML (рекурсивный акроним англ. «YAML Ain't Markup Language» — «YAML — не язык разметки») — дружественный формат сериализации данных, концептуально близкий к языкам разметки, но ориентированный на удобство ввода-вывода типичных структур данных многих языков программирования.
В трактовке названия отражена история развития: на ранних этапах YAML расшифровывался как yet another markup language («ещё один язык разметки») и даже позиционировался как конкурент XML, но позже был переименован с целью акцентировать внимание на данных, а не на разметке документов.

## Цели создания
Согласно целям, озвученным Кларком Эвансом (англ. Clark Evans), YAML 1.0 призван:
1. быть понятным человеку;
2. поддерживать структуры данных, родственные для языков программирования;
3. быть переносимым между языками программирования;
4. использовать цельную модель данных для поддержки обычного инструментария;
5. поддерживать потоковую обработку;
6. быть выразительным и расширяемым;
7. быть лёгким в реализации и использовании.

К текущей редакции YAML (1.2) цели были изменены:
- пункты 2 и 3 поменяли местами;
- пункт 5 заменили на «YAML поддерживает обработку за один проход».

## Синтаксис
Синтаксис YAML минималистичен, особенно по сравнению с синтаксисом XML. В спецификации указано, что большое влияние на YAML оказал стандарт RFC 822.
Ниже приведены образцы различных компонентов разметки. Следует заметить, что наличие варианта записи в однострочном формате делает JSON допустимым подмножеством YAML.

### Последовательности (списки)
```
 
---
 
# Список фильмов: последовательность в блочном формате

 
-
 
Casablanca

 
-
 
Spellbound

 
-
 
Notorious

 
---
 
# Список покупок: последовательность в однострочном формате

 
[
milk
,
 
bread
,
 
eggs
,
 
juice
]

```

### Сопоставления имени и значения (словари)
```
 
---
 
# Блочный формат

 
name
:
 
"John
 
Smith"

 
age
:
 
33

 
---
 
# Однострочный формат

 
{
name
:
 
"John
 
Smith"
,
 age
:
 
33
}

```

### Строковые данные

#### Переводы строк сохраняются
```
 
--- |

   
There was a young fellow of Warwick

   
Who had reason for feeling euphoric

       
For he could, by election

       
Have triune erection

   
Ionic, Corinthian, and Doric

```

#### Переводы строк исчезают
```
 
--- >

   
Wrapped text

   
will be folded

   
into a single

   
paragraph

   

   
Blank lines denote

   
paragraph breaks

```

### Последовательности из сопоставлений
```
 
-
 
{
name
:
 
John Smith
,
 age
:
 
33
}

 
-
 
name
:
 
Mary Smith

   
age
:
 
27

```

### Сопоставления из последовательностей
```
 
men
:
 
[
John Smith
,
 
Bill Jones
]

 
women
:

   
-
 
Mary Smith

   
-
 
Susan Williams

```

Основные элементы YAML:
- потоки YAML используют печатаемые Unicode-символы, как UTF-8, так и UTF-16
- отступы из пробелов (символы табуляции не допускаются) используются для обозначения структуры
- комментарии начинаются с символа «решётки» (#), могут начинаться в любом месте строки и продолжаются до конца строки
- списки обозначаются начальным дефисом (-) с одним членом списка на строку, либо члены списка заключаются в квадратные скобки ([ ]) и разделяются запятой и пробелом (, )
- ассоциативные массивы представлены двоеточием с пробелом (: ) в виде ключ: значение, по одной паре ключ-значение на строку, либо в виде пар, заключённых в фигурные скобки и разделенных запятой и пробелом (, )
  - ключ в ассоциативном массиве может иметь в качестве префикса вопросительный знак (?), что позволяет указать сложный ключ, например представленный в виде списка
- строки записываются без кавычек, однако могут быть заключены в одиночные или двойные кавычки
  - внутри двойных кавычек могут быть использованы экранированные символы в C-стиле, начинающиеся с обратной косой (\)
- YAML позволяет задавать подстановки с помощью якорей & и псевдонимов (*). Пример

```
 
aliases
:
  
#последовательность настроек

  
-
 
&myAlias1

    
datakey
:
 
dataval 1

    
moredata
:
 
morevals 1

  
-
 
&myAlias2

    
datakey
:
 
dataval 2

    
moredata
:
 
morevals 2

 
config
:

  
-
 
*myAlias1
  
# *myAlias1 после парсинга будет заменен на [{"datakey": "dataval 1", "moredata": "morevals 1"}]

```

- явное задание типа оформляется путём '!![указание типа]'. Пример, !!str 100 после разбора выдаст строковое значение «100» вместо целого числа 100.
- значения типа Дата/Время задаются в формате YYYY-MM-DD или YYYY-MM-DD HH:MM:SS. Если необходимо задать дату как строку, нужно заключать её в кавычки («2012-12-21»)

### Пример
В некотором проекте нужно хранить конфигурацию, описывающую отображение (англ. bindings) IRC-команд на функции, с помощью регулярных выражений.
Вот исходная конфигурация, представленная в виде таблицы:
| ircEvent | method    | regexp       |
| -------- | --------- | ------------ |
| PRIVMSG  | newUri    | "^http://.*" |
| PRIVMSG  | deleteUri | "^delete.*"  |
| PRIVMSG  | randomUri | "^random.*"  |

В YAML эта конфигурация может быть представлена следующим образом:
```
bindings
:

  
-
 
ircEvent
:
 
PRIVMSG

    
method
:
 
newUri

    
regexp
:
 
'^http://.*'

  
-
 
ircEvent
:
 
PRIVMSG

    
method
:
 
deleteUri

    
regexp
:
 
'^delete.*'

  
-
 
ircEvent
:
 
PRIVMSG

    
method
:
 
randomUri

    
regexp
:
 
'^random.*'

```

или
```
bindings
:
 

  
-
 
{
ircEvent
:
 
PRIVMSG
,
 method
:
 
newUri
,
 regexp
:
 
'^http://.*'
}

  
-
 
{
ircEvent
:
 
PRIVMSG
,
 method
:
 
deleteUri
,
 regexp
:
 
'^delete.*'
}

  
-
 
{
ircEvent
:
 
PRIVMSG
,
 method
:
 
randomUri
,
 regexp
:
 
'^random.*'
}

```

Для сравнения, в XML-представлении данная конфигурация может быть представлена следующим образом:
```
<bindings>

    
<binding>

        
<ircEvent>
PRIVMSG
</ircEvent>

        
<method>
newUri
</method>

        
<regexp>
^http://.*
</regexp>

    
</binding>

    
<binding>

        
<ircEvent>
PRIVMSG
</ircEvent>

        
<method>
deleteUri
</method>

        
<regexp>
^delete.*
</regexp>

    
</binding>

    
<binding>

        
<ircEvent>
PRIVMSG
</ircEvent>

        
<method>
randomUri
</method>

        
<regexp>
^random.*
</regexp>

    
</binding>

</bindings>

```

или
```
<bindings>

	
<binding
 
ircEvent=
"PRIVMSG"
 
method=
"newUri"
 
regexp=
"^http://.*"
 
/>

	
<binding
 
ircEvent=
"PRIVMSG"
 
method=
"deleteUri"
 
regexp=
"^delete.*"
 
/>

	
<binding
 
ircEvent=
"PRIVMSG"
 
method=
"randomUri"
 
regexp=
"^random.*"
 
/>

</bindings>

```

В совместимом JSON можно выразить это так:
```
{
"bindings"
:

 
{
"ircEvent|method|regexp"
:

  
[
"PRIVMSG|newUri|^http://.*"
,

   
"PRIVMSG|deleteUri|^delete.*"
,

   
"PRIVMSG|randomUri|^random.*"
]}}

```

Вложенные XML-элементы могут использоваться для отображения произвольных структур, а YAML более близок к отображению типичных моделей данных из Ruby, Perl, Python, Java, позволяя описывать свободные сочетания последовательностей, сопоставлений и скалярных типов — то есть ближе к реальным структурам данных языков программирования, и не требует различных соглашений про DOM-отображения структур данных на документы и обратно, как требуется в XML.

## Использование
Среди программных систем, использующих YAML как формат для файлов конфигурации, — Ruby on Rails, Docker Compose, Kubernetes (притом поддерживается взаимно-однозначное соответствие с форматом JSON), Dancer, Symfony, GAE framework, Google App Engine, Dart, Home Assistant, Ansible